# András Sándor (katona)
András Sándor (Lugos, 1899. július 1. – Kismarton, 1985. november 27.) magyar tábornok, a Hadiakadémia parancsnoka (1944).

## Élete
1926-ban érettségizett, majd bevonult katonának. Katonai pályafutását a Hadiakadémia hallgatójaként (1926–1929) kezdte. Repülőkiképzését követően (1932–1934) repülő vezérkari szolgálatot teljesített (1934–1941), közben 2 hónapos repülő megfigyelő szolgálatot látott el Spanyolországban (1937). Az 1941 júliusa és augusztusa között teljesített harctéri szolgálata után repülőcsoport-parancsnok (1942. május–október), majd a légierő vezérkari főnöke 1942. november és 1943. december között. A Hadiakadémia parancsnokának helyettese (1944. január–augusztus), majd parancsnoka (1944. szeptember–november). 1944. december és 1945. január között a 10. gyalogos hadosztály parancsnoka. Orosz hadifogságát követően (1945 január–február) katonai csoportfőnök (1945. február–július). 1945. április 1-jétől vezérőrnagy, saját kérelmére helyezték nyugállományba (1945. augusztus 1.). 1946-ban a Magyar Közösség koncepciós perének negyedrendű vádlottjaként állították bíróság elé. Halálra ítélték, majd az ítéletet 10 évi kényszermunkára változtatták. Résztvevője volt 1956 októberében a váci börtönből való kitörésnek. A forradalom és szabadságharc leverése után Kanadába emigrált.1978-ban tért vissza Európába, az ausztriai Eisenstadtban telepedett le.